# BBC Goal of the Season

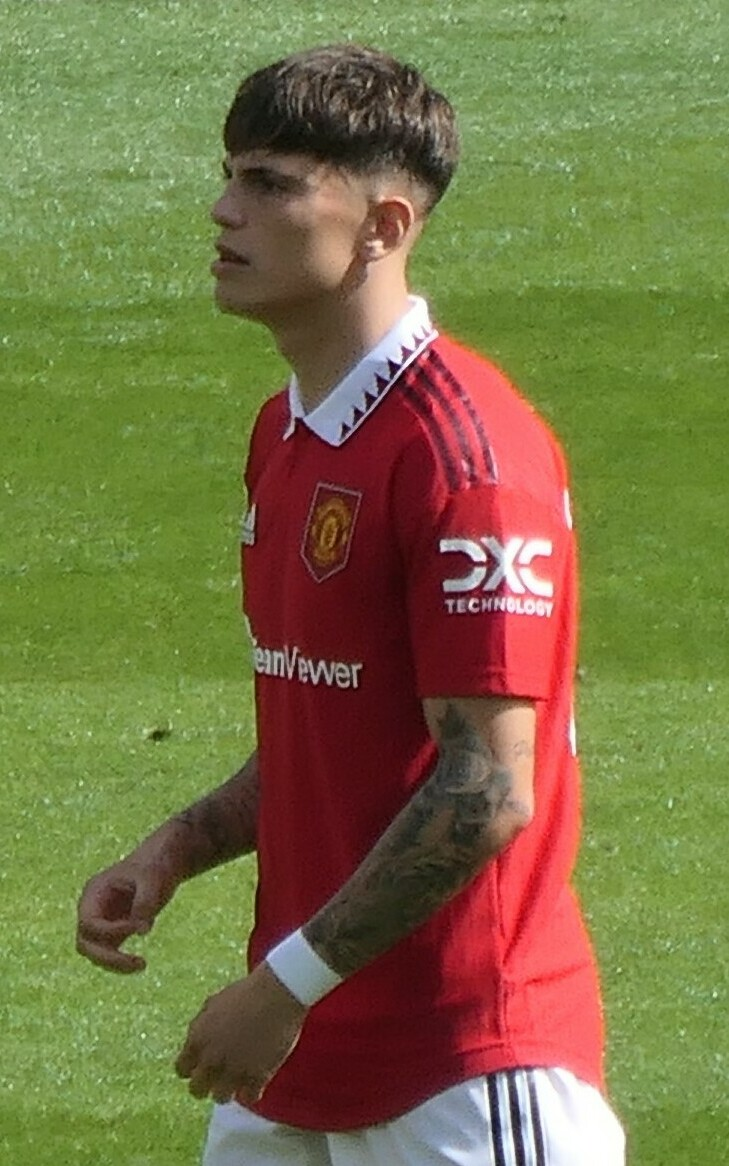
El argentino Alejandro Garnacho recibió el premio en la temporada 2023-24.

BBC Goal of the Season (en español: BBC Gol de la Temporada) es una competencia y premio anual otorgado en el programa Match of the Day de la BBC Sport, en honor al gol más espectacular anotado la temporada del fútbol inglés. Generalmente, se disputa entre los ganadores de los diez BBC Goal of the Month (BBC Gol del Mes) precedentes, aunque el gol puede, y ha sido, seleccionado de cualquier partido de la temporada regular, incluidos clasificatorios internacionales y amistosos. Esto abarca desde los partidos iniciales de la liga hasta el final de la temporada europea, como la final de la Liga de Campeones de la UEFA. En varias ocasiones, el gol ganador ha ocurrido en el último partido de la temporada local, como la final de la FA Cup; el ejemplo más reciente es el gol de último minuto de Steven Gerrard en 2006. Sin embargo, en 1980-81, por ejemplo, el gol de Ricky Villa en la final de la FA Cup para el Tottenham Hotspur contra el Manchester City no pudo ser considerado porque la votación ya se había realizado.
En general, el gol ganador ha ocurrido para un equipo inglés dentro de las ligas o copas nacionales, aunque no existen reglas específicas; el gol de Kenny Dalglish en 1982-83 para Escocia es una excepción. Normalmente, el gol proviene de competiciones cuyos derechos de televisión posee la BBC y que se transmiten bajo la marca Match of the Day, como los resúmenes de la Premier League y los partidos y resúmenes en vivo de la FA Cup, aunque algunos han provenido de transmisiones equivalentes de Sportscene por BBC Escocia. Debido a la falta de cobertura de fútbol de clubes europeos por parte de la BBC, cuyos derechos los tienen principalmente ITV, Sky y BT Sport, ningún gol de la temporada se ha marcado en una competición de clubes europeos, a pesar de que ha habido varios contendientes.
Debido a un cambio en los derechos de transmisión, las entradas para las temporadas 2001-02, 2002-03 y 2003-04 fueron decididas en el programa The Premiership de ITV, pero posteriormente han sido reconocidas por la BBC. Cuando la BBC no pudo mostrar imágenes de la liga entre 1988-89 y 1991-92, el gol ganador en cada temporada se marcó en la FA Cup, cuyos derechos sí poseía. El titular de los derechos de la liga, ITV, tenía su propia competencia durante esas temporadas para el Gol de la Temporada, transmitida en el programa Saint and Greavsie. Anteriormente, los canales compartían los derechos de liga y copa (mostrando diferentes partidos entre ellos) y durante muchos años ITV transmitió su propia competencia Golden Goals como equivalente al Gol de la Temporada. Desde la temporada 2013-14 en adelante, el Gol de la Temporada ha sido elegido mediante una encuesta en Twitter y en el sitio web de BBC Sport.
Jack Wilshere es el primer jugador en ganar el Gol de la Temporada en temporadas consecutivas (2013-14 y 2014-15) desde el inicio de la Premier League y solo el segundo jugador en lograrlo después de John Aldridge, quien ganó el premio en las temporadas 1987-88 y 1988-89 (anteriores a la era de la Premier League). Wayne Rooney es el único jugador en obtener este reconocimiento en dos competiciones diferentes (FA Cup y Premier League), además de ser el único en recibir el premio cuatro veces. La competencia de 1987-88 fue única, ya que los 10 goles seleccionados fueron anotados por jugadores del Liverpool Football Club. Hasta la fecha, esta es la única ocasión en que los contendientes han estado compuestos únicamente por goles marcados por jugadores de un solo club.  
Durante varios años, a finales de la década de 2000, el ganador no fue sometido a votación pública debido a los escándalos telefónicos de 2007. En su lugar, el gol ganador fue decidido por analistas en el estudio.

## Lista de ganadores
Esta es la lista de ganadores del BBC Goal of the Season desde su creación en 1970 hasta la fecha:
| Temporada | Ganador            | Partido                                       |
| --------- | ------------------ | --------------------------------------------- |
| 1970-71   | Ernie Hunt         | Coventry City vs. Everton FC                  |
| 1971-72   | Ronnie Radford     | Hereford United vs. Newcastle United          |
| 1972-73   | Peter Osgood       | Chelsea FC vs. Arsenal FC                     |
| 1973-74   | Alan Mullery       | Fulham vs. Leicester City                     |
| 1974-75   | Mickey Walsh       | Blackpool FC vs. Sunderland FC                |
| 1975-76   | Gerry Francis      | Queens Park Rangers vs. Liverpool FC          |
| 1976-77   | Jimmy Case         | Liverpool FC vs. Everton FC                   |
| 1977-78   | Archie Gemmill     | Nottingham Forest vs. Arsenal FC              |
| 1978-79   | Terry McDermott    | Liverpool FC vs. Tottenham Hotspur            |
| 1979-80   | Justin Fashanu     | Norwich City vs. Liverpool FC                 |
| 1980-81   | Ricky Villa        | Tottenham Hotspur vs. Manchester City FC      |
| 1981-82   | Cyrille Regis      | West Bromwich Albion vs. Norwich City         |
| 1982-83   | Kenny Dalglish     | Escocia vs. Bélgica                           |
| 1983-84   | Danny Wallace      | Southampton FC vs. Liverpool FC               |
| 1984-85   | Graeme Sharp       | Everton FC vs. Liverpool FC                   |
| 1985-86   | Bryan Robson       | Inglaterra vs. Israel                         |
| 1986-87   | George Weah        | AC Milan vs. Chievo Verona                    |
| 1987-88   | John Aldridge      | Liverpool FC vs. Nottingham Forest            |
| 1988-89   | John Barnes        | Liverpool FC vs. Queens Park Ranger           |
| 1989-90   | Paul Gascoigne     | Tottenham Hotspur vs. Arsenal FC              |
| 1990-91   | Rod Wallace        | Leeds United vs. Tottenham Hotspur            |
| 1991-92   | Dalian Atkinson    | Aston Villa vs. Wimbledon FC                  |
| 1992-93   | Dalian Atkinson    | Aston Villa vs. Wimbledon FC                  |
| 1993-94   | Matt Le Tissier    | Southampton FC vs. Newcastle United           |
| 1994-95   | Tony Yeboah        | Leeds United vs. Liverpool FC                 |
| 1995-96   | Tony Yeboah        | Leeds United vs. Wimbledon FC                 |
| 1996-97   | David Beckham      | Manchester United vs. Wimbledon FC            |
| 1997-98   | Dennis Bergkamp    | Arsenal FC vs. Leicester City FC              |
| 1998-99   | Ryan Giggs         | Manchester United vs. Arsenal FC              |
| 1999-2000 | Paolo Di Canio     | West Ham United vs. Wimbledon FC              |
| 2000-01   | Shaun Bartlett     | Charlton Athletic vs. Leicester City FC       |
| 2001-02   | Dennis Bergkamp    | Arsenal FC vs. Newcastle United               |
| 2002-03   | Thierry Henry      | Arsenal FC vs. Tottenham Hotspur              |
| 2003-04   | Wayne Rooney       | Everton FC vs. Arsenal FC                     |
| 2004-05   | Robin van Persie   | Arsenal FC vs. Charlton Athletic              |
| 2005-06   | Steven Gerrard     | Liverpool FC vs. West Ham United              |
| 2006-07   | Wayne Rooney       | Manchester United vs. Bolton Wanderers FC     |
| 2007-08   | Emmanuel Adebayor  | Arsenal FC vs. Tottenham Hotspur              |
| 2008-09   | Cristiano Ronaldo  | Manchester United vs. FC Porto                |
| 2009-10   | Wayne Rooney       | Manchester United vs. Arsenal FC              |
| 2010-11   | Wayne Rooney       | Manchester United vs. Manchester City FC      |
| 2011-12   | Papiss Cissé       | Newcastle United vs. Chelsea FC               |
| 2012-13   | Robin van Persie   | Manchester United vs. Aston Villa FC          |
| 2013-14   | Jack Wilshere      | Arsenal FC vs. Norwich City FC                |
| 2014-15   | Jack Wilshere      | Arsenal FC vs. West Bromwich Albion           |
| 2015-16   | Dele Alli          | Tottenham Hotspur vs. Crystal Palace FC       |
| 2016-17   | Emre Can           | Liverpool FC vs. Watford FC                   |
| 2017-18   | Mohamed Salah      | Liverpool FC vs. Everton FC                   |
| 2018-19   | Vincent Kompany    | Manchester City vs. Leicester City FC         |
| 2019-20   | Son Heung-min      | Tottenham Hotspur vs. Burnley FC              |
| 2020-21   | Erik Lamela        | Tottenham Hotspur vs. Arsenal FC              |
| 2021-22   | Mohamed Salah      | Liverpool vs. Manchester City FC              |
| 2022-23   | Julio Enciso       | Brighton & Hove Albion vs. Manchester City FC |
| 2023-24   | Alejandro Garnacho | Manchester United vs. Everton FC              |